# Banjul Point
Banjul Point är en udde i Gambias huvudstad Banjul. Den är nordöstligaste punkten på Banjul Island och utgörs gränsen mellan Gambiafloden och Atlanten.